# Elmer Diktonius
Elmer Rafael Diktonius (Helsinki, Finlandia, 2 de enero de 1896 - Kauniainen, 1961) fue un escritor, traductor, compositor y poeta finlandés que escribió tanto en finés como en sueco. Junto a Edith Södergran, Rabbe Enckell y Henry Parland, era miembro de una nueva escuela de vanguardia de poetas de habla sueca.

## Biografía

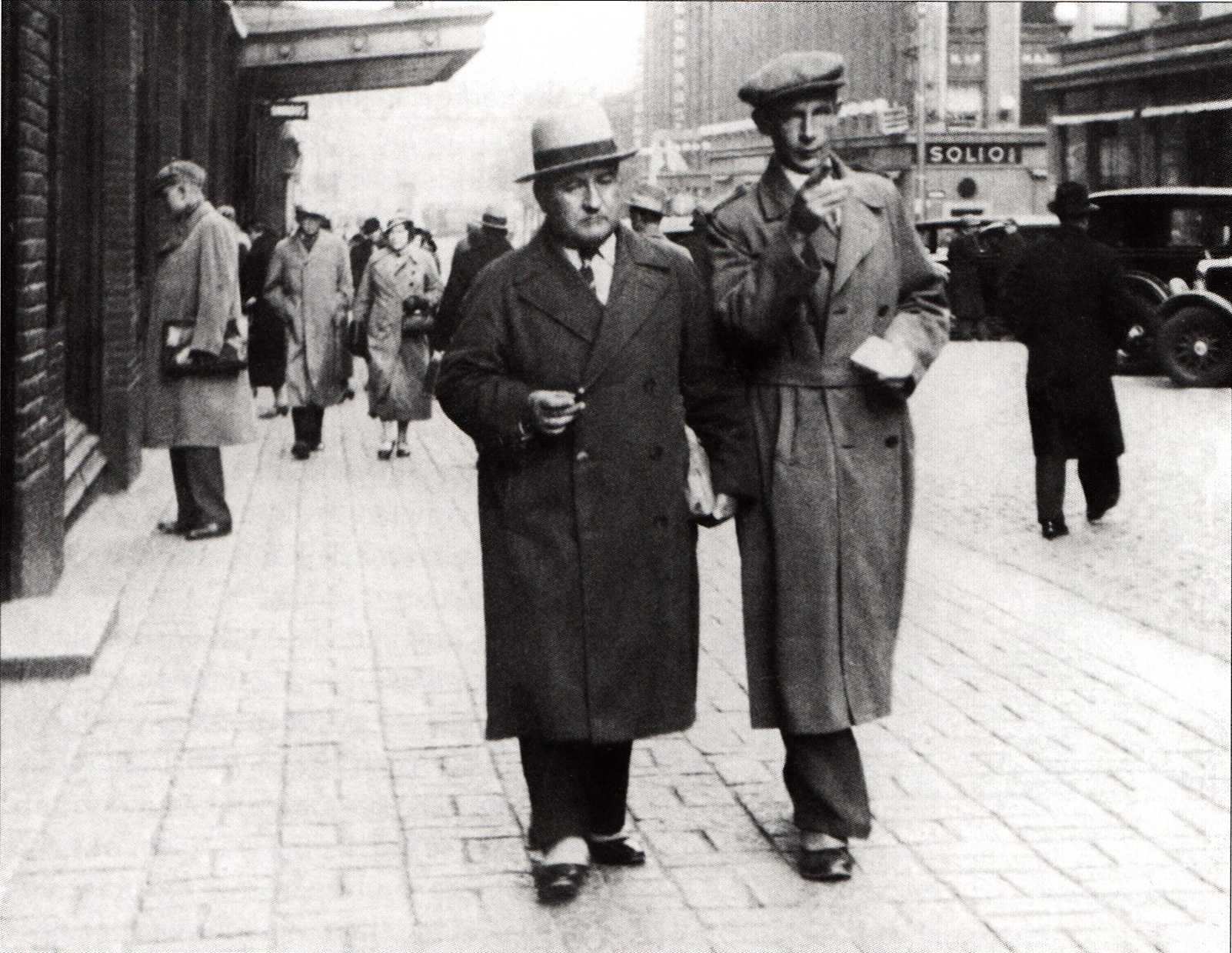
Elmer Diktonius y Nils Ferlin en Centralgatan en Helsinki en 1936.

Nació en Helsinki en una familia de gente trabajadora que hablaba sueco, hijo de August Viktor Diktonius y Adelaide Maria Rosalie Malmström.
Estudió música en París, Londres y Cornualles (1920-21). Diktonius también fue músico y compositor; su crítica musical está recogida en Opus 12 de 1933.
En 1920 comenzó un viaje por Suecia, Francia e Inglaterra donde conoció a representantes de la Internacional comunista. Durante la guerra de continuación sirvió en la armada en el departamento de información. Ideológicamente había tomado distancia de las ideas de izquierda.
Principalmente vivió en Tuomistonoja de la aldea de Röykkä.
Su matrimonio en 1923 con la cantante Meri Rigmor Marttinen acabó en divorcio, tras el cual ella se suicidó. Su segundo matrimonio fue más estable con Anna-Leena Jäykkä en 1929.
Diktonius está enterrado en el cementerio de Hietaniemi en Helsinki.

## Obra
Debutó en 1921 con la obra Min dikt (Mi Poema). Publicó un total de once colecciones de poesía y prosa, incluida la novela Janne Kubik (1932) y la colección de dos volúmenes de novelas cortas Medborgare i republiken Finland (1935 y 1940). Además de sus actividades de escritura, Diktonius también trabajó como traductor, crítico literario y musical y compositor. También fue coeditor de las revistas literarias Ultra y Quosego.
Diktonius fue considerado por algunos como uno de los más original modernistas, más conocido por su poesía artística y socialmente radical, escrita al principio de su carrera. La autenticidad de su estilo radicaría en su visión revolucionaria de la vida y un contacto profundo con la psique finlandesa.
Según el editor alemán Hans Marquardt (1920-2004), en sus volúmenes de poesía Diktonius quiere "destrozar la fealdad de la vida (...)", y lo considera uno de los representantes más importantes no solo de la literatura finlandesa-sueca, sino también de la literatura nórdica.
Su prosa, como por ejemplo Janne Kubik: ett träsnitt i ord de 1932, solo recibió reconocimiento de forma tardía.
Algunos de sus trabajos son:
- Min Dikt (Mi Poema), 1921.
- Hårda Sånger (Canciones Crueles), 1923.
- Brödet Och Elden (El Pan y el Fuego), 1922.
- Taggiga Lågor (LLamas Espinosas), 1924.
- Stenkol (Hulla), 1927.
- Quosego, 1928-1929.
- Medborgare i republiken Finland (Ciudadano de la República de Finlandia), 1935
- Jordisk Ömhet (Ternura Terrenal), 1938.
- Janne Kubik: ett träsnitt i ord (Janne Kubik: un grabado con palabras), 1932.
- Annorlunda (Diferente), 1948.
- Novembervår (Primavera de Noviembre), 1951.
- Dikter (Poemas), 1955.
- Prosa, 1955.
- Meningar (Puntos de Vista), 1957.
- Och så vill jag prata med dig. Brevväxlingen mellan Eyvind Johnson och Elmer Diktonius (Y por eso quiero hablar contigo. El intercambio de cartas entre Eyvind Johnson y Elmer Diktonius), Publicado en 1997. Recopilación de correspondencia.

Min Dikt (Mi Poema) y Hårda Sånger (Canciones Crueles) se volvieron a publicar en 1946 con el título de Hård början (Comienzo difícil). Por su 60° cumpleaños se publicaron tres colecciones: Dikter (Poemas), que contiene su poesía recopilada hasta 1942, Prosa, que incluye toda su colección de ficción, y Meningar, que incluye aforísticos, ensayos y periodismo, editado por el escritor e historiador literario finlandés Olof Enckell (1900-1989).

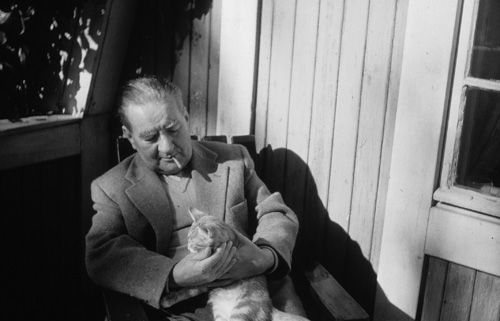
Elmer Diktonius en su casa de Kauniainen, Grankulla.

## Premios y distinciones
- 1940 - De Nios Stora Pris (Gran Premio de Los Nueve).
- 1955 - Premio de traductor de la Academia Sueca.